# Marocco ai Giochi della XIX Olimpiade
Il Marocco partecipò ai Giochi della XIX Olimpiade che si sono svolti a Città del Messico dal 12 al 27 ottobre 1968, con una delegazione di 24 atleti impegnati in 4 discipline: atletica leggera, lotta, pallacanestro e pugilato. Fu la terza partecipazione del Paese africano ai Giochi. Non fu conquistata nessuna medaglia.

## Risultati

### Pallacanestro
| Atleta | Classifica |
| --- | ---------- |
| V · D · M Nazionale marocchina - Pallacanestro ai Giochi della XIX Olimpiade 4 Mimun · 5 Laghrissi · 6 Alaoui · 7 Sayed · 8 Bouazzaoui · 9 Belgnaoui · 10 el-Yamani · 11 Cherradi · 12 Riadh · 13 Allal · 14 Sebbar · 15 Diouri · All. Barnard Ladjadj | 16°        |
| Nazionale marocchina - Pallacanestro ai Giochi della XIX Olimpiade |            |
| 4 Mimun · 5 Laghrissi · 6 Alaoui · 7 Sayed · 8 Bouazzaoui · 9 Belgnaoui · 10 el-Yamani · 11 Cherradi · 12 Riadh · 13 Allal · 14 Sebbar · 15 Diouri · All. Barnard Ladjadj                                                                              |            |